# Гусєв Віктор Михайлович
Гусєв Віктор Михайлович (рос. Гусев Виктор Михайлович; *30 січня 1909, Москва — †23 січня 1944, Москва) — російський радянський поет і перекладач, драматург, сценарист. Лауреат двох Сталінських премій II ступеня (1942, 1946 — посмертно). 

## Біографічні відомості
Закінчив літературні курси (1930), навчався на факультеті літератури та мистецтва Московського державного університету (1930—1931).
Автор п'єс у віршах, сценаріїв кінокартин «Свинарка і пастух» (1941. Державна премія СРСР, 1942), «О 6 годині вечора після війни» (1944, Державна премія СРСР, 1946), тексту пісень до українських фільмів:
- «Аероград» (1935),
- «Дочка моряка» (1940),
- «Олександр Пархоменко» (1942, у співавт. з Є. Долматовським).